# Joske Teabuge
Joske Teabuge (* 1960) ist ein ehemaliger nauruischer Sprinter. Bei den ersten Leichtathletik-Weltmeisterschaften 1983 nahm er als einziger Vertreter seines Landes teil.

## Leben und Karriere
Als einziger Teilnehmer Naurus bei der erstmaligen Austragung von Leichtathletik-Weltmeisterschaften belegte Teabuge am 7. August 1983 im zweiten Vorlauf über 100 Meter im Olympiastadion Helsinki in einer Zeit von 12,20 s den achten und letzten Platz. Unter allen 65 Teilnehmern der Vorläufe war lediglich der Afghane Mohamed Ismail Bakaki langsamer. Einen Monat später scheiterte er bei den South Pacific Games 1983 im westsamoanischen Apia ebenfalls im Vorlauf über 100 Meter.